# Carmenta verecunda
Carmenta verecunda là một loài bướm đêm thuộc họ Sesiidae. Nó được miêu tả bởi Edwards năm 1881, và được tìm thấy ở U.S.A, bao gồm Colorado, Utah, California và Arizona.
Ấu trùng ăn Lithospermum ruderale.